# Sultan-Ahmed-Gefängnis

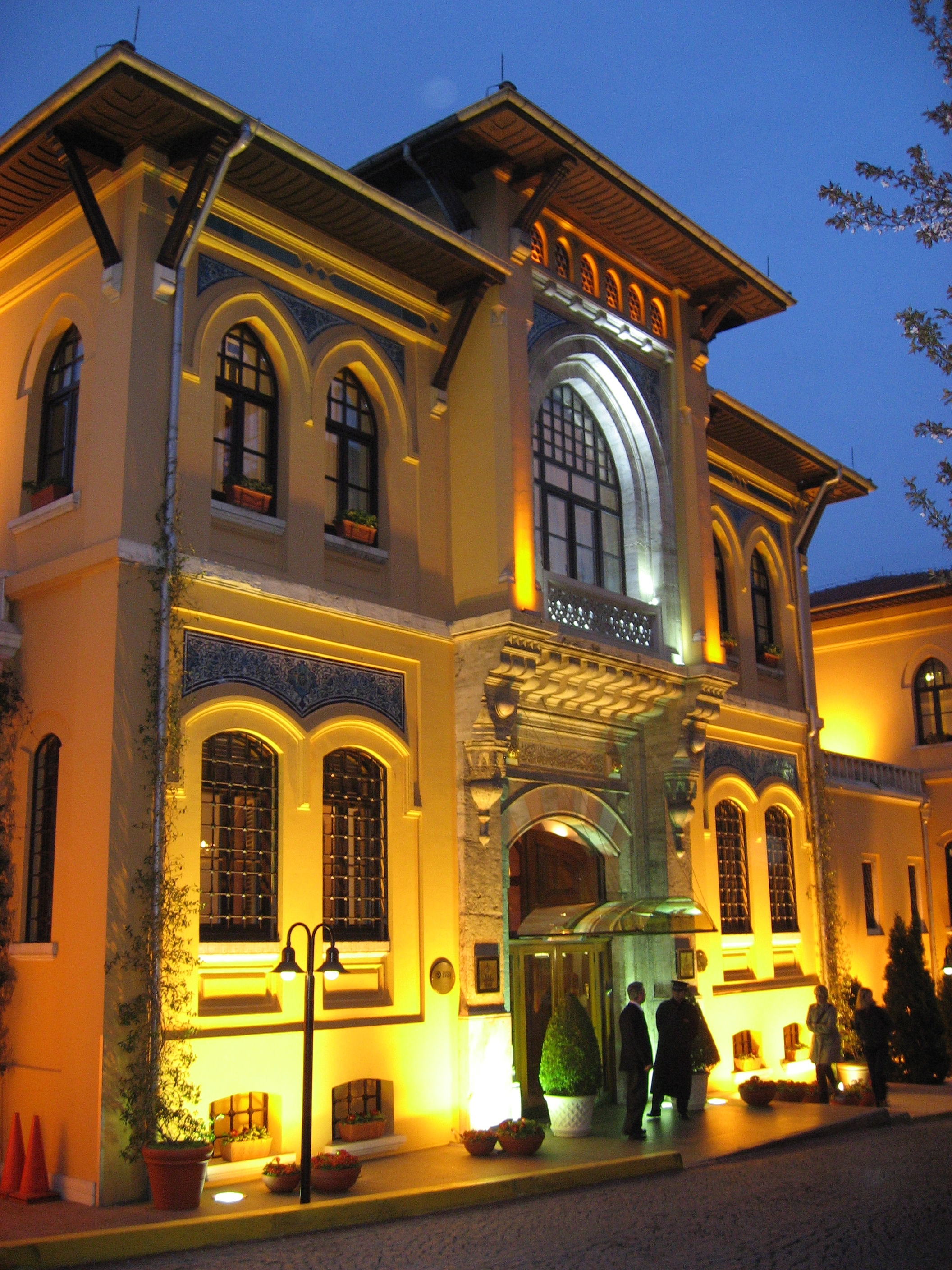
Haupteingang des heutigen Hotels

Das Sultan-Ahmed-Gefängnis (türkisch Sultanahmet Cezaevi; osmanisch در سعادت جنایت توقیفخانه سی İA Der-i Saʿādet Cināyet Tevḳīfḫānesi) ist ein ehemaliges Gefängnis im Istanbuler Stadtbezirk Eminönü.
Der Gefängnisbetrieb wurde am 25. Januar 1969 eingestellt und das Gebäude beherbergt heute das Four Seasons Hotel Istanbul at Sultanahmet.

## Gefängnis
Das Gebäude wurde um 1920 im türkisch-neoklassizistischen Stil erbaut.
Als Architekt werden je nach Quelle die Vorreiter der „Ersten Nationalen Architektur“ Mimar Kemaleddin oder Mehmet Vedat Tek genannt, welche stark von der nationalistischen Ideologie Ziya Gökalps geprägt waren.
Das Gefängnis entstand im Rahmen der Bestimmung über die interne Verwaltung von Besserungs- und Haftanstalten aus dem Jahr 1880 (Tevkifhâne ve Hapishâne İdare-i Dahiliyelerine Dair Nizamname) und hatte eine Kapazität für ca. 1000 Insassen. Auch Frauen und Jugendliche wurden hier inhaftiert. Auf der Inschrift über dem heutigen Haupteingang ist der Name „Strafanstalt für schwere Verbrechen Istanbul 1337“ (Dersaadet Cinayet Tevkifhânesi 1337) in arabischer Schrift zu lesen.

## Bekannte Insassen
- Mehmet Ali Aybar
- Deniz Gezmiş, vom 30. Juli bis zum 21. September 1968[1]
- Billy Hayes, Er schrieb das Buch Midnight Express.
- Nâzım Hikmet, 1938/39 und kurzzeitig im Jahr 1950[2]
- Rıfat Ilgaz
- Orhan Kemal, vom 7. März 1966 bis zum 13. April 1966[3]
- Necip Fazıl Kısakürek, am 21. Dezember 1943 und vom 26. März 1959 bis zum 29. März 1959[4][5]
- Hikmet Kıvılcımlı
- Aziz Nesin, vom September 1944 bis zum 11. Dezember 1944[6]
- Kemal Tahir
- Vedat Türkali

## Das Gefängnis in der Literatur
Da im Sultan-Ahmed-Gefängnis häufig Schriftsteller, Journalisten und Künstler inhaftiert wurden, findet es seinen Platz in der türkischen Literatur und Lyrik. So begann Nazım Hikmet sein Werk Menschenlandschaften (Memleketimden İnsan Manzaraları) als Inhaftierter in diesem Gefängnis. Kemal Tahir berichtet detailliert in seinem Buch Häftling der gefangenen Stadt (Esir Şehrin Mahpusu) über die Vollzugsanstalt. Orhan Kemal erzählt in Zelle 72 (72. Koğuş) über seinen Alltag in Haft. Bekannt ist Vedat Türkalis Gedicht über das Sultan-Ahmed-Gefängnis:
| Sultanahmet Cezaevi Sabah serinliği gün ağarıyor Demir taş küf yosun Sen böyle gecenin ortasında olan bitenden habersiz Uyuyor musun? […] | Das Sultan-Ahmed-Gefängnis Morgenkühle, der Tag graut Eisen, Stein, Schimmel und Moos Und du, mitten in der Nacht Ahnungslos von allem Schläfst du schon? […] |

Auch außerhalb der türkischen Literatur wird die Anstalt erwähnt; so zum Beispiel in Graham Greenes Orient-Express.

## Hotel
Das Gebäude wurde lange Zeit vernachlässigt und verfiel allmählich, bis im Jahr 1992 der Entschluss gefasst wurde, das Bauwerk für ein Hotel zu nutzen. Der Architekt Yalçın Özüekren wurde mit der Sanierung beauftragt und im September 1996 konnte das Four Seasons Hotel Istanbul at Sultanahmet den Betrieb aufnehmen. In der Nachbarschaft des Hotels befinden sich historische Bauwerke wie die Hagia Sophia, die Sultan-Ahmed-Moschee und der Topkapı-Palast.
Das Hotel verfügt über 65 Zimmer und Suiten.